# Zoroaster magnificus
Zoroaster magnificus is een zeester uit de familie Zoroasteridae.
De wetenschappelijke naam van de soort werd in 1905 gepubliceerd door Hubert Ludwig.